# ゴールドマン整域
数学において、ゴールドマン整域 (Goldman domain) は整域 A であってその分数体が A 上有限生成代数であるようなものである。それらは Oscar Goldman にちなんで名づけられている。
ゴールドマン整域の overring （すなわち環とその分数体の間にある中間環）はまたゴールドマン整域である。無限個の素イデアルがあるのにすべての 0 でない素イデアルは極大であるようなゴールドマン整域が存在する。
可換環 A のイデアル I は商環 A/I がゴールドマン整域であるときにゴールドマンイデアル (Goldman ideal) と呼ばれる。したがってゴールドマンイデアルは素イデアルであるが極大イデアルとは限らない。実は、可換環がジャコブソン環であることとそのすべてのゴールドマンイデアルが極大であることは同値である。
ゴールドマンイデアルの概念はイデアルの根基のわずかに強い特徴づけを与えるために使うことができる：イデアル I の根基は I を含むすべてのゴールドマンイデアルの共通部分である。